# Julodischema lacordairei
Julodischema lacordairei là một loài bọ cánh cứng trong họ Elateridae. Loài này được Thomson miêu tả khoa học năm 1857.